# Giải vô địch các câu lạc bộ Bóng chày Toàn quốc
Giải vô địch các câu lạc bộ Bóng chày toàn quốc, hay Cúp các câu lạc bộ Bóng chày toàn quốc là giải đấu bóng chày thường niên do Liên đoàn Bóng chày và Bóng mềm Việt Nam tổ chức với mong muốn thúc đẩy, khuyến khích, mở rộng quy mô phát triển phong trào tập luyện và thi đấu bóng chày một cách chính quy, bài bản, khoa học… Đồng thời, tìm kiếm tài năng, tạo nguồn lực cho các đội tuyển trẻ và đội tuyển bóng chày quốc gia Việt Nam tham gia các giải đấu quốc tế. Giải đấu được thành lập vào năm 2022 và đến nay đã có 4 mùa giải được tổ chức. 
Giải Cúp các CLB Bóng chày toàn quốc nằm trong hệ thống các giải thi đấu bóng chày quốc gia và là giải đấu chính thức đầu tiên của Liên đoàn Bóng chày và bóng mềm Việt Nam.

## Thể thức thi đấu
Mỗi trận đấu tại giải sẽ có tối đa 7 hiệp thi đấu chính thức hoặc 150 phút. Sau 110 phút sẽ không có hiệp đấu chính thức mới. Nếu sau 7 hiệp hoặc 150 phút trận đấu vẫn có kết quả hòa thì hai đội sẽ thi đấu hiệp phụ. Ngoài ra, tất cả các trận đấu áp dụng luật khoan hồng (mercy rule), tức việc kết thúc trận đấu sớm từ khi kết thúc hiệp 4 trở đi nếu khoảng cách tỉ số là 10 điểm trở lên; luật được áp dụng cả khi kết thúc nửa đầu hiệp nếu đang chịu dẫn trước là đội khách.
Trong kì đầu tiên vào năm 2022 và kì năm 2024, lần lượt 8 và 10 đội tham dự được chia thành 2 bảng, ở mỗi bảng tổ chức thi đấu vòng tròn để chọn 2 đội có thành tích tốt nhất tiến vào thi đấu ở bán kết, và qua đó chọn ra hai đội có mặt tại trận chung kết. Giải đấu không áp dụng trận tranh hạng ba.
Tại giải đấu năm 2023, 11 đội được tổ chức thi đấu theo hình thức loại kép (double elimination), trong đó các đội thi đấu với nhau để dần loại ra các đội nhận đủ 2 trận thua.
Kể từ Giải đấu năm 2023, thành phần vận động viên tham gia hoàn toàn là người Việt Nam và không có ngoại binh. 

## Các kì Giải đấu

### 2022
Cúp các câu lạc bộ Bóng chày Toàn quốc lần đầu tiên được tổ chức tại năm 2022 tại Trung tâm Huấn luyện và Thi đấu TDTT Thành phố Hồ Chí Minh. Tham dự giải có 8 đội bao gồm 168 vận động viên (VĐV), trong đó có cả những VĐV là người nước ngoài đang sinh sống, học tập và làm việc hợp pháp tại Việt Nam. CLB TP Hồ Chí Minh II (hay còn gọi là Saigon Storm) trở thành nhà vô địch đầu tiên của giải đấu sau khi đánh bại Hanoi Archers A trong trận chung kết.  
Giải đấu đầu tiên chứng kiến chênh lệch trình độ và thành tích thi đấu áp đảo của các ngoại binh người Nhật Bản như Kidake Yutaro và Takiguchi Gen của TP Hồ Chí Minh II, Nakajima Takeo của Hanoi Archers A,... so với các cầu thủ nội. Với lí do được cho là "đảm bảo không gian phát triển cho các chày thủ Việt Nam", để đối phó với tình hình trên, bắt đầu từ giải đấu năm 2023, các CLB tham dự không được đăng kí sử dụng ngoại binh khi thi đấu.

### 2023
Cúp các câu lạc bộ bóng chày toàn quốc 2023 diễn ra tại Khu Liên hợp Thể thao quốc gia Mỹ Đình với sự tham gia, thi đấu của 11 đội bóng. Quy mô giải đấu được gia tăng từ 8 lên 11 đội bóng tham dự so với năm 2022, gồm 2 đội đến từ TP Hồ Chí Minh, 2 đội đến từ TP Đà Nẵng và 7 đội ở Hà Nội. Số lượng vận động viên dự giải đã lên đến hơn 200 chày thủ. Giai đoạn cuối của giải đấu bị ảnh hưởng nặng nề bởi thời tiết mưa lớn tại Hà Nội, cùng một số tranh cãi về công tác của tổ trọng tài. Saigon Storm bảo vệ thành công chức vô địch trước Hanoi Archers sau một trận chung kết được ấn định sớm do thời tiết xấu. 

### 2024
Cúp các câu lạc bộ Bóng chày Toàn quốc 2024 - cúp Đại sứ Hàn Quốc được tổ chức tại Trung tâm TDTT thành phố Đà Nẵng với 10 đội tham dự, lần đầu tiên với sự phối hợp tổ chức từ Trung tâm Văn hóa Hàn Quốc tại Việt Nam. Giải đấu ban đầu được dự kiến tổ chức trong 5 ngày từ 24 tới 28/7, tuy nhiên, với việc nguyên Tổng bí thư Nguyễn Phú Trọng từ trần dẫn tới các qui định tạm dừng các hoạt động văn hoá và thể thao trong giai đoạn quốc tang, giải đấu đã phải chuyển sang tổ chức trong 3 ngày từ 25 tới 29/7, với lịch thi đấu dày đặc được một đơn vị truyền thông mô tả là "cuộc đấu của những chiếc dây chằng". Kết thúc giải đấu, CLB Công an Nhân dân giành chức vô địch lần đầu tiên, sau một trận chung kết khép lại bằng một cú home run ấn định lội ngược dòng ở hiệp cuối (walk-off).

### 2025
Giải vô địch các câu lạc bộ bóng chày Toàn quốc 2025 - cúp Đại sứ Hàn Quốc được tổ chức tại Trung tâm Huấn luyện và Thi đấu TDTT Thành phố Hồ Chí Minh từ ngày 24 đến ngày 27/7. Giải đấu quy tụ 10 đội bóng cùng 194 tuyển thủ tham gia tranh tài . Tại giải lần này, Hanoi Archers lần đầu tiên giành ngôi vô địch quốc gia, với chiến thắng trong trận chung kết trước Saigon Storm được ấn định (walk-off) trong hiệp phụ.
Kết thúc giải đấu, các giải thưởng Tay ném và Tay đánh bóng Xuất sắc nhất lần lượt thuộc về Phạm Mạnh Chiến (Hanoi Archers) và Hoàng Công Minh (Saigon Storm), trong khi Nguyễn Phúc An (ULIS Devil Bats) giành giải Cầu thủ trẻ xuất sắc nhất .

## Kết quả
| Mùa  | Đăng cai | Vô địch           | Tỉ số | Tỉ số | Á quân          | Hạng ba                  | Hạng ba                  |
| ---- | -------- | ----------------- | ----- | ----- | --------------- | ------------------------ | ------------------------ |
| 2022 | TP.HCM   | Tp.Hồ Chí Minh II | 12    | 4     | Hanoi Archers A | Hanoi Capitals           | ULIS Devil Bats          |
| 2023 | Hà Nội   | Saigon Storm      | 15    | 11    | Hanoi Archers   | Ho Chi Minh City Thunder | HUST Red Owls            |
| 2024 | Đà Nẵng  | Công an Nhân dân  | 7     | 5     | Saigon Storm    | Hanoi Archers            | Ho Chi Minh City Thunder |
| 2025 | TP.HCM   | Hanoi Archers     | 8     | 7     | Saigon Storm    | Công an Nhân dân         | Ho Chi Minh City Thunder |

## Các đội tham gia
| CLB                       | Lần tham dự | Lần đầu | Lần cuối | Thành tích tốt nhất        |
| ------------------------- | ----------- | ------- | -------- | -------------------------- |
| Công an nhân dân          | 4           | 2022    | 2025     | Vô địch (2024)             |
| Danang Lemaeus            | 4           | 2022    | 2025     | Vòng bảng                  |
| Hanoi Archers             | 4           | 2022    | 2025     | Vô địch (2025)             |
| Ho Chi Minh City Thunder  | 4           | 2022    | 2025     | Hạng ba (2023, 2024, 2025) |
| Ho Chi Minh City Pioneers | 2           | 2022    | 2025     | Vòng bảng                  |
| Huế - CBC                 | 2           | 2024    | 2025     | Vòng bảng                  |
| HUST Red Owls             | 3           | 2023    | 2025     | Hạng ba (2023)             |
| Nha Trang Swallow         | 2           | 2024    | 2025     | Vòng bảng                  |
| Saigon Storm              | 4           | 2022    | 2025     | Vô địch (2022, 2023)       |
| ULIS Devil Bats           | 4           | 2022    | 2025     | Hạng ba (2022)             |
| Danang Whales             | 1           | 2024    | 2024     | Vòng bảng                  |
| Alligator                 | 2           | 2022    | 2023     | Vòng bảng                  |
| Hanoi-Amsterdam Phoenix   | 1           | 2023    | 2023     | Vòng bảng                  |